# Maďarská okupace Podkarpatské Rusi
Maďarská okupace Podkarpatské Rusi trvala od března 1939 do obsazení Podkarpatské Rusi Rudou armádou na podzim roku 1944. 29. června 1945 byla v Moskvě podepsána smlouva, v níž se Československo zavázalo postoupit území Podkarpatské Rusi Sovětskému svazu.

## Události před maďarskou invazí na Podkarpatskou Rus
Saintgermainská smlouva z 10. září 1919 hovořila o Podkarpatské Rusi jako o území Rusínů jižně od Karpat. Touto smlouvou byla Podkarpatská Rus začleněna do Československa, které se zavázalo vytvořit na území jihokarpatských Rusínů v hranicích, určených čelnými mocnostmi, samosprávnou jednotku, která bude vybavena nejširší samosprávou slučitelnou s jednotností československého státu, vytvořit zvláštní sněm a poskytnout všem obyvatelům úplnou a naprostou ochranu jejich života a svobody.
Podle sčítání lidu v roce 1924 žilo na Podkarpatské Rusi 62 procent Rusínů, 17 procent Maďarů, 14 procent Židů, 3,3 procenta Čechoslováků, 2,5 procenta Rumunů a 1 procento Němců.
11. října 1938 byla ustavena první vláda autonomní Podkarpatské Ukrajiny. Vídeňskou arbitráží z 2. listopadu 1938 Maďarsko obdrželo jižní oblasti včetně Užhorodu a Mukačeva. Vláda v čele s Augustinem Vološinem přesídlila do Chustu.

## Maďarská okupace Podkarpatské Rusi
14. března 1939 maďarská armáda zahájila invazi na Podkarpatskou Rus, kterou celou obsadila. Podkarpatská Rus se stala součástí Maďarska a zůstala jí až do příchodu Rudé armády v roce 1944. Zpočátku chtěla maďarská vláda občanům Podkarpatské Rusi darovat autonomii, ale dříve či později bylo jasné, že tuto požadavek nedokáže splnit a je naopak připravována postupná maďarizace obyvatelstva.
Nová vláda začala ihned s opatřeními proti nemaďarským obyvatelům a statisíce obyvatel brutálním způsobem padlo za oběť maďarskému útlaku. Tisíce lidí byly zatčeny a přes 30 000 uprchlo do oblasti Haliče, odkud je ale bolševici pod nátlakem deportovávali na Sibiř. Před krutou smrtí nenašlo východisko ani přes 100 000 Židů, z nichž většina zahynula v koncentračních táborech. Maďaři zakázali vydávání všech ukrajinských periodik a existenci organizací, čímž chtěli zavést na tomto území naprostou maďarizaci, která se nejvíce projevila v oblasti školství.

## Maďarská invaze
Maďaři byli náhlou Hitlerovou výzvou z 12. března 1939 zaskočeni – napětí mezi Maďarskem a Česko-Slovenskem odeznělo a 14. března mělo dojít k finálním jednáním o defi nitivním průběhu nových hranic. Taktické přípravy maďarské armády proto nesly známky ukvapenosti a jednotky přesunující se do výchozích pozic neušly pozornosti československých zpravodajců. Ze tří útočných směrů byl maďarským velením za prioritní určen směr střední – již 14. března v 6 hodin ráno zaútočily maďarské oddíly z Mukačeva na Podmonastýr a Podhořany. Útočníci za cenu velkých ztrát vytlačili z pozic družstva Stráže obrany státu směrem na Rákošín a Kolčino a zvolna postupovali údolím Latorice na Svalavu, jejímž dobytím mohli rozdělit Podkarpatskou Rus na dvě části. Protiútok III./36. roty a posléze rozhodný odpor celého I. praporu pěšího pluku 36 před obcí Činaďovo postup Maďarů údolím Latorice zastavil. Po několika neúspěšných maďarských útocích zde byl odpoledne 15. března 1939 dojednán klid.[zdroj?]

## Povstání v Chustu
Situace izolované východní československé obranné skupiny byla o to složitější, že její příslušníci čelili povstání Karpatské Siče, ukrajinské polovojenské pořádkové organizace vzniklé v listopadu 1938. Členy Karpatské Siče byli převážně Ukrajinci, kteří prchali před polskou perzekucí z Haliče a na československém území získávali azyl. Velení Siče úzce spolupracovalo s narychlo zřízeným chustským německým konzulátem, který byl krytím pro rezidenturu Abwehru, a s berlínským ústředím Organizace ukrajinských nacionalistů. Pokyn k povstání, které vypuklo krátce před maďarskou ofenzivou 14. března 1939 časně ráno v Chustu, přišel právě z Německa. Příslušníci Stráže obrany státu a vojáci I./45. praporu proti sičovcům tvrdě zakročili a povstání ještě téhož dopoledne zlikvidovali. Zprávy policejních důvěrníků i výslechy zajatců potvrdily, že v případě úspěchu povstání by ukrajinští nacionalisté zahájili hromadné popravy Čechů. Československé ztráty při bojích v Chustu činily dva mrtvé a deset zraněných, na straně povstalců bylo asi 40 mrtvých a 50 zraněných. Protože maďarská armáda nebyla na rozsáhlou útočnou akci připravena a současně se obávala reakce sousedního Rumunska, zahájila útok na třetím, východním směru na Chust až 15. března v jednu hodinu ráno přepadem družstev StOS Fančíkovo a Vrbovec. Po čtyřhodinovém boji tato družstva ustoupila k Sevluši, kde zaujala obranu společně s vojáky II./45. praporu. Přibližně v 8 hod. byl podniknut na Fančíkovo protiútok za podpory sevlušské útočné vozby, ale byl odražen; jeden tank LT vz. 35 byl zasažen maďarským protitankovým kanonem a vyhořel. Okolo 14. hodiny se československé jednotky začaly stahovat ze Sevluše do Chustu, který opustila poslední evakuační kolona následujícího dne odpoledne. Protože cesta přes Svalavu již byla odříznuta, probíhal ústup východní skupiny přes Ťačovo a Marmarošský Sighet.[zdroj?]